# Aeroportul Almeirim
Aeroportul Almeirim (IATA: GGF, ICAO: SNYA) este un aeroport din Almeirim⁠(d), Pará, Brazilia ce deservește zona Almeirim⁠(d). Aeroportul a fost tranzitat în 2022 de 569 de pasageri. A fost numit după Almeirim⁠(d).
Situat la o altitudine de 178 m, aeroportul dispune de 1 pistă.

## Infrastructură

### Piste
Aeroportul dispune de o singură pistă. Pista 6/24 are suprafața de pietriș și dimensiunile 1.200 m × 30 m. 